# Menophra japygiaria
Menophra japygiaria é uma espécie de insetos lepidópteros, mais especificamente de traças, pertencente à família Geometridae.
A autoridade científica da espécie é O. Costa, tendo sido descrita no ano de 1849.
Trata-se de uma espécie presente no território português.